# Konservatorium der Stadt Luxemburg
Das Konservatorium der Stadt Luxemburg (frz. Conservatoire de la Ville de Luxembourg, lux. Conservatoire vun der Stad Lëtzebuerg) ist ein Ausbildungsinstitut für musikalische Fächer aller Art in Luxemburg in der Trägerschaft der Stadt.

## Geschichte
Das Konservatorium der Stadt Luxemburg wurde 1906 auf gesetzlicher Grundlage gegründet und befand sich in einem Gebäude in der Altstadt. Für die anwachsenden Schülerzahlen wurden nach dem Zweiten Weltkrieg weitere Gebäude hinzugemietet, in denen dezentral unterrichtet wurde. 1984 wurde ein gänzlich neu errichteter stattlicher Gebäudekomplex als Teil des Campus Geesseknäppchen errichtet, der auch über einen eigenen Konzertsaal mit einer großen Konzertorgel von der luxemburgischen Orgelmanufaktur Westenfelder verfügt. Er spielt im Konzertleben der Stadt neben dem der Philharmonie Luxembourg eine bedeutende Rolle. Das Konservatorium unterhält darüber hinaus eine Musikbibliothek und ein Musikinstrumentenmuseum.